# Last and First Men – Die letzten und die ersten Menschen
Last and First Men – Die letzten und die ersten Menschen ist ein Science-Fiction-Film von Jóhann Jóhannsson, der im Februar 2020 im Rahmen der Filmfestspiele in Berlin seine Premiere feierte. Der Film basiert auf dem Science-Fiction-Roman Last and First Men des englischen Schriftstellers Olaf Stapledon.

## Produktion

### Literarische Vorlage

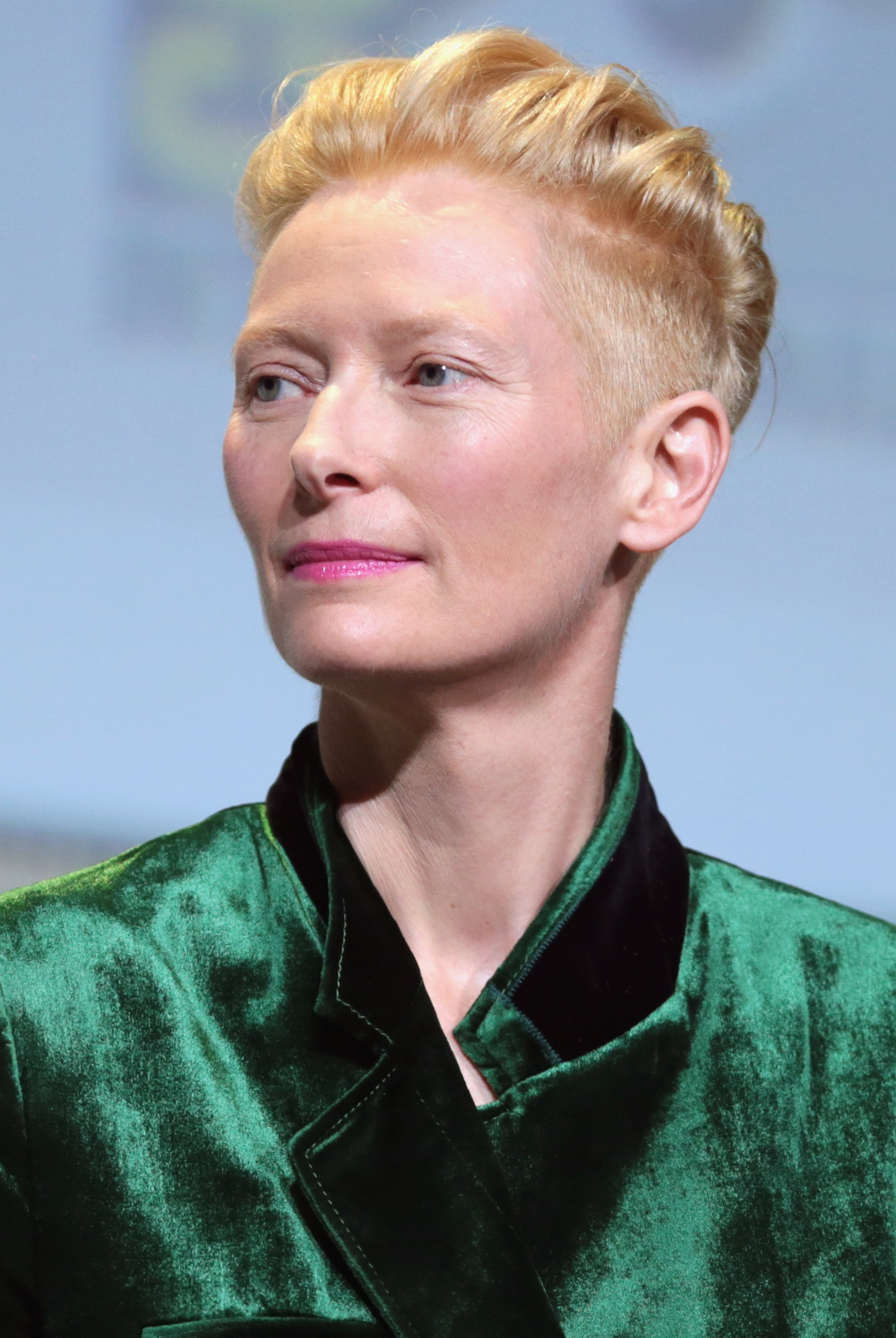
Die Erzählerin Tilda Swinton

Der Film basiert auf dem Science-Fiction-Roman Last and First Men des englischen Schriftstellers Olaf Stapledon aus dem Jahr 1930. Im Jahr 1983 wurde der Roman von Heyne in einer deutschen Übersetzung unter dem Titel Die letzten und die ersten Menschen veröffentlicht. Während beider Weltkriege war er ein leidenschaftlicher Pazifist und Kriegsdienstverweigerer aus Gewissensgründen. Er hielt weltweit Vorträge zu verschiedenen philosophischen Themen, fand jedoch als Science-Fiction-Autor seine eigentliche Bestimmung.
Die letzten und die ersten Menschen setzte er mit Last Men in London und Star Maker fort. In den Büchern schilderte er seine Visionen der menschlichen Geschichte und Evolution in einem epischen Maßstab, der Milliarden von Jahren in die Zukunft reicht. Stapledon schrieb noch andere Science-Fiction-Werke wie Odd John über ein Supermind und Sirius über einen intelligenten Hund, aber auch mehrere Aufsätze über die Zukunft der Gesellschaft und das Leben nach dem Tod. Last and First Men, der Roman, der dem Film zugrunde liegt, ist aus der Sicht eines der letzten Menschen geschrieben, der diese ersten Menschen erforscht.

### Filmstab, Musik und Stimme
Regie führte der im Februar 2018 an einer Überdosis Kokain verstorbene, isländische Komponist und Filmemacher Jóhann Jóhannsson, der gemeinsam mit José Enrique Mación auch Stapledons Roman adaptierte und zusammen mit dem in Berlin lebenden Filmkomponisten und Soundkünstler Yair Elazar Glotman die Filmmusik komponierte. Das Soundtrack-Album wurde am 28. Februar 2020 von der Deutschen Grammophon als Download, am 27. März 2020 in einer CD/Blu-ray-Combo-Version und am 10. April 2020 in einem Vinyl/Blu-ray-Box-Set veröffentlicht.
Unterstützt von Jóhann Jóhannssons Musik erinnert die Erzählerin Tilda Swinton an die vergangenen Jahrzehnte, Jahrhunderte, Jahrtausende und darüber hinaus,
während Denkmäler aus Stein und Beton, die berühmten, jugoslawischen Kriegsdenkmäler, die „Spomeniks“ genannt werden, wie stille Augenzeugen der Geschichte hoch in den Himmel ragen.

### Die Spomeniks
Spomenik-Denkmäler wurden beginnend in den 1950er Jahren bis in die 1980er Jahre hinein inmitten der Landschaften Jugoslawiens, häufig auf Feldern mitten im Nirgendwo, errichtet. Zur Zeit des Sozialismus dienten sie als Pilgerorte für Patrioten und Schulklassen. Josip Broz Tito wollte mit ihnen den Kampf seines Volkes im Zweiten Weltkrieg ehren und seine futuristischen Vision von einem geeinten Jugoslawien, über  Klassen, Religionen und Nationen hinweg, veranschaulichen. Sie wurden bewusst seltsam geformt und gigantisch groß gebaut, meist in einem brutalistischen, fast außerirdischen Design. Tito wollte sich von sowjetischen Mustern abwenden, und so waren die Spomeniks vom westlichen Expressionismus und der Moderne geprägt. Allerdings zeigt der Film in erster Linie Werke und Mahnmale des Architekten Bogdan Bogdanović. Nach dem Zerfall Jugoslawiens 1991 ließ das Andenken nach, die Spomeniks gerieten nach und nach in Vergessenheit und verwittern ohne jegliche Denkmalpflege nun zunehmend in den Landschaften.

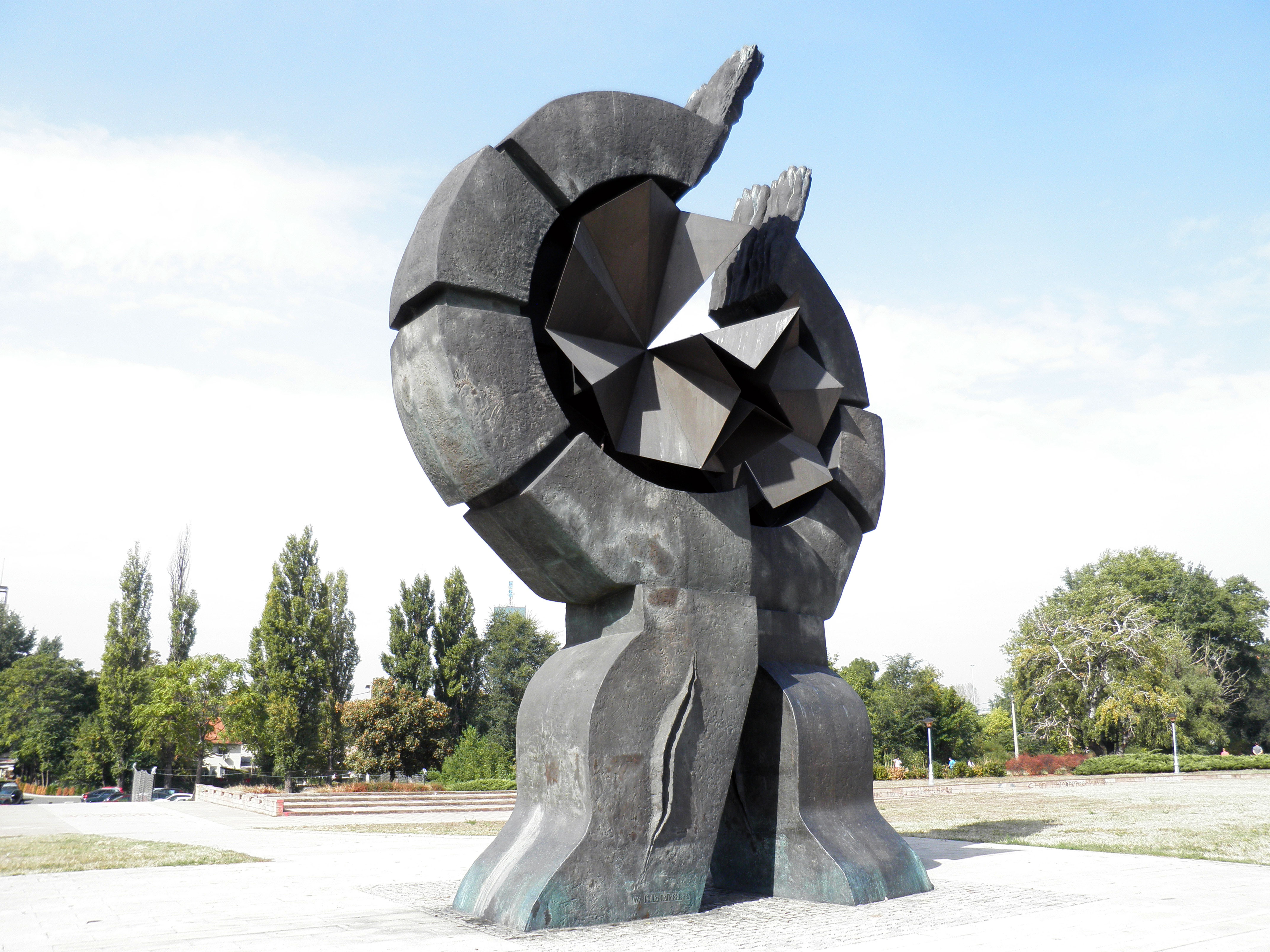
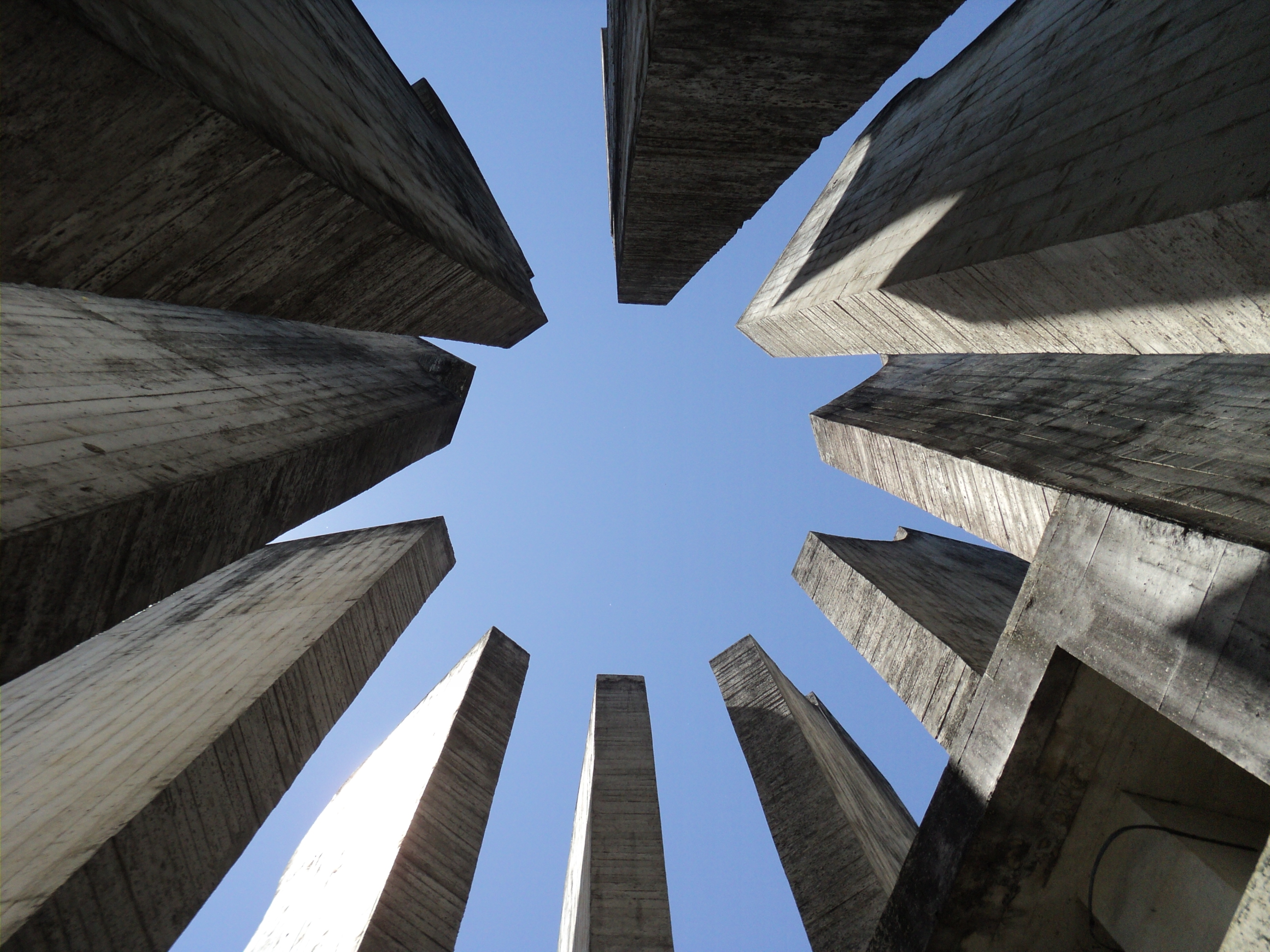
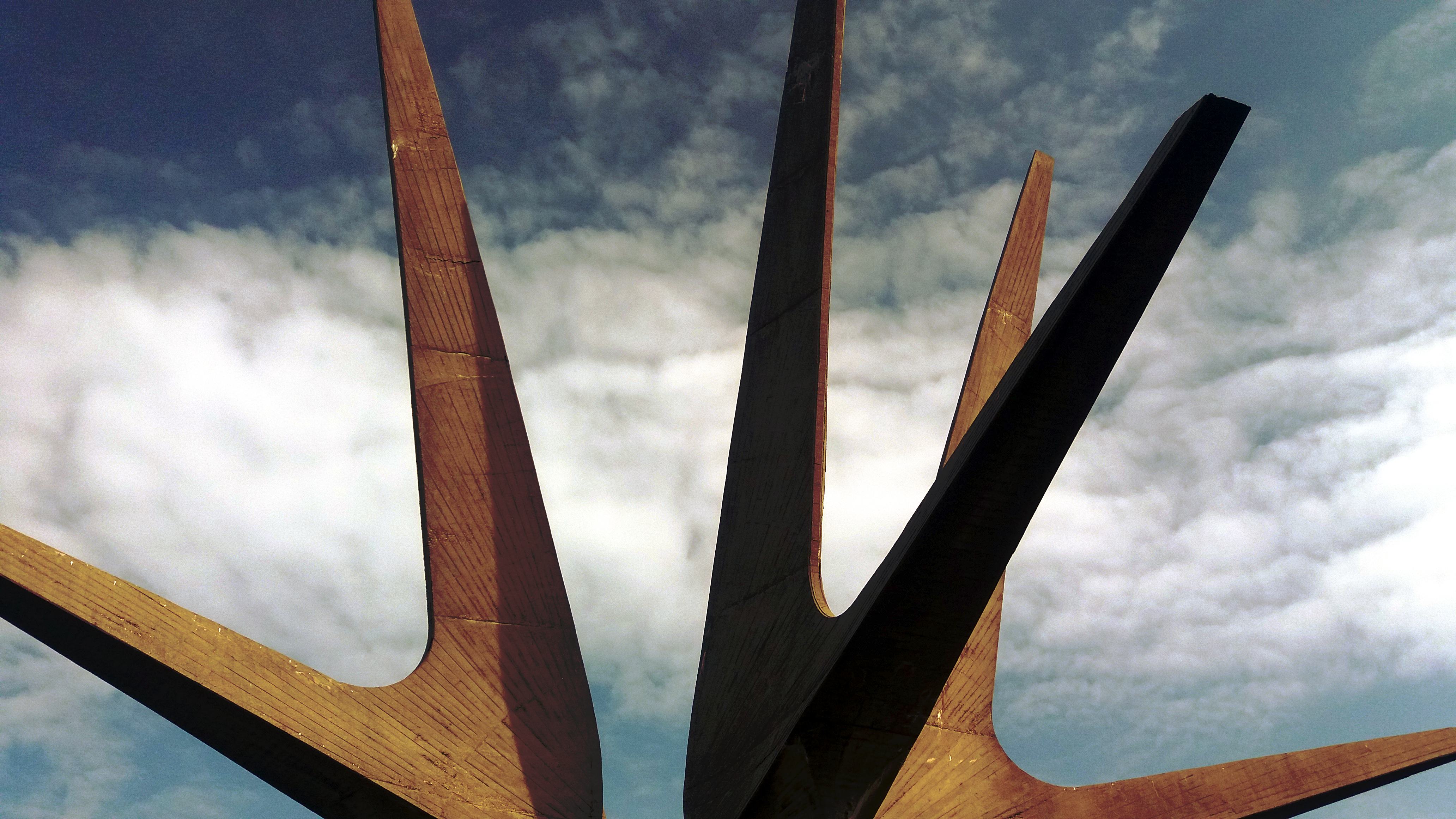
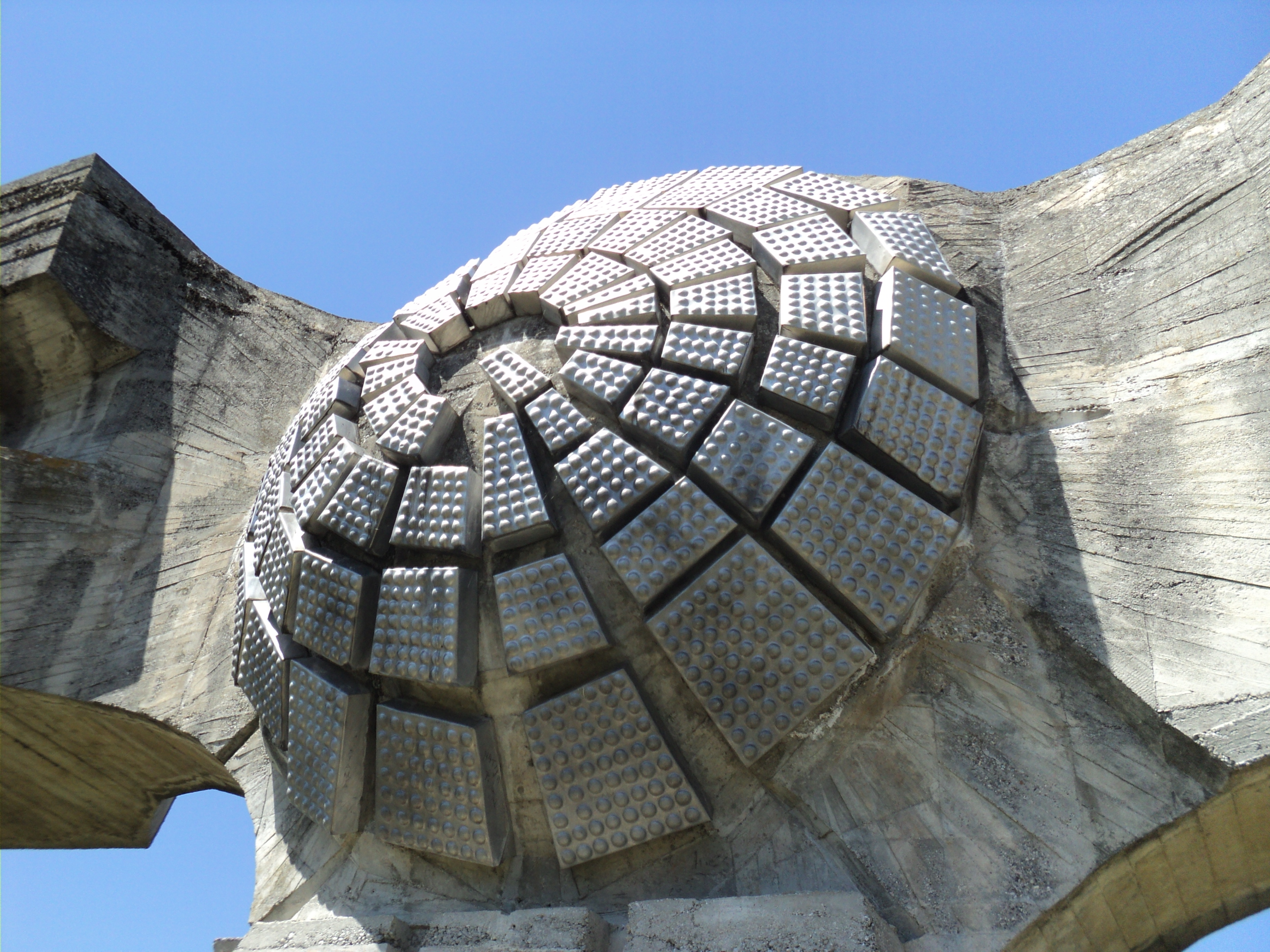
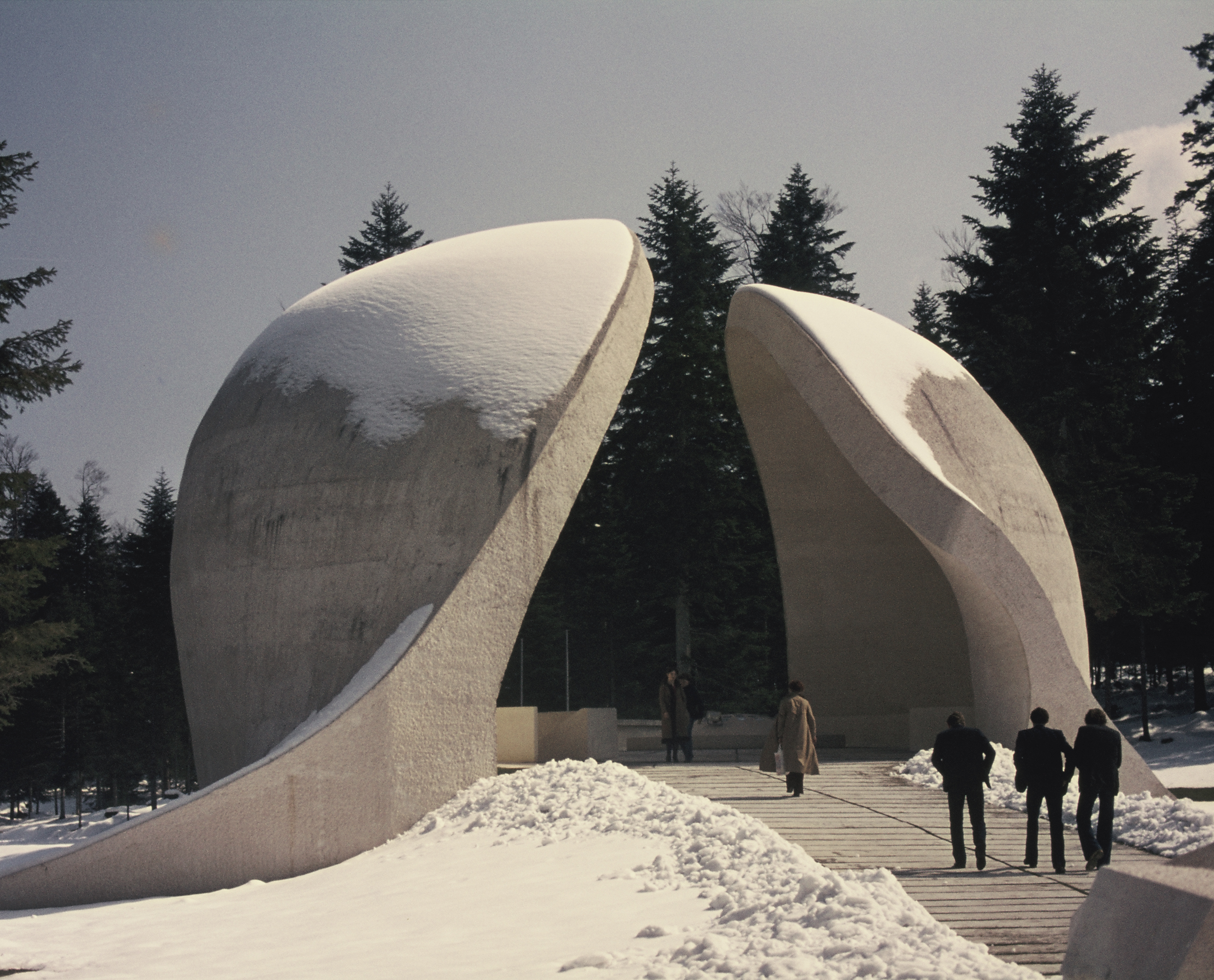

Als Kunstwerke, die wie von Außerirdischen hinterlassen scheinen, werden die Spomenik hin und wieder mit den Moai, kolossalen Steinstatuen der Osterinsel,  verglichen. Trotz ihrer historischen Bedeutung und architektonischen Schönheit bröckeln die Spomeniks vor sich hin. Nur wenige Kunstprojekte und Filme  haben bislang versucht, sie als Objekte des kulturellen Erbes zu erhalten.
Durch Schwarzweißaufnahmen dieser monumentalen Kriegerdenkmäler in langen Einstellungen aus ungewöhnlichen und extremen Perspektiven, eingefangen von Kameramann Sturla Brandth Grøvlen, die “typisch dunklen, epischen Klängen isländischer Musik” und Swintons Stimme entstand etwas, das in seiner Gesamtkomposition von Kritikern immer wieder als im Wesentlichen ein Hörbuch mit Bildern beschrieben wurde.

### Veröffentlichung
Eine erste Vorstellung des Films erfolgte am 25. Februar 2020 im Rahmen der Filmfestspiele in Berlin. Ende April 2021 wurde er bei goEast, dem Festival des mittel- und osteuropäischen Films, gezeigt.

## Rezeption

### Kritiken
Der Film konnte alle Kritiker bei Rotten Tomatoes überzeugen und erreichte hierbei eine durchschnittliche Bewertung von 8,5 der möglichen 10 Punkte. Bei Metacritic erhielt der Film einen Metascore von 80 von 100 möglichen Punkten.

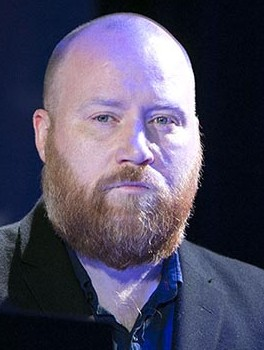
Jóhann Jóhannsson starb 2018 an einer Überdosis Kokain

Die Redaktion von Zukunft braucht Erinnerung bemerkt, es sei wohl ein fatalistischer Gedanke aus Olaf Stapledons Roman, dass einer der letzten Menschen,
der nach zwei Milliarden Jahren auf unsere Geschichte zurückblickt, lediglich feststellt, dass wir Menschen stets immer nur danach streben, über andere zu herrschen. Indem Jóhann Jóhannsson für seine Bilder einen Ausschnitt aus der Geschichte wählte, der genau dies deutlich werden lasse, habe er dieser fatalen Zukunftsvision ein erschreckend reales Gesicht verliehen, denn einst dem Andenken von Menschen errichtet, die im Kampf gegen Gewalt und Unterdrückung ihr Leben gaben, seien die Denkmäler schließlich selbst zum Sinnbild für eine gewaltsame Herrschaft geworden. Zusammenfassend schreibt die Redaktion: „Jóhannsson schuf mit Last and First Men ein eigenes Kunstwerk. Mit den eindrücklichen Bildern der Denkmäler aus der Tito-Ära und den sanften, dunklen und tieftraurigen Klängen seines Soundtracks wird Stapledons Buch in die Gegenwart geholt. Bild, Ton und Klang hinterlassen beim Zuschauer ein Gefühl der Trauer, aber darüber hinaus der Weite und der Ewigkeit. Jóhannssons erster und einziger Film ist damit auch das, was es eigentlich nie hätte sein sollen: Das Denkmal eines viel zu kurzen Lebens.“

### Auszeichnung
World Soundtrack Awards 2018
- Auszeichnung als Film Composer of the Year (Jóhann Jóhannsson)